# Ziarniak (mikrobiologia)

Podział ziarniaków

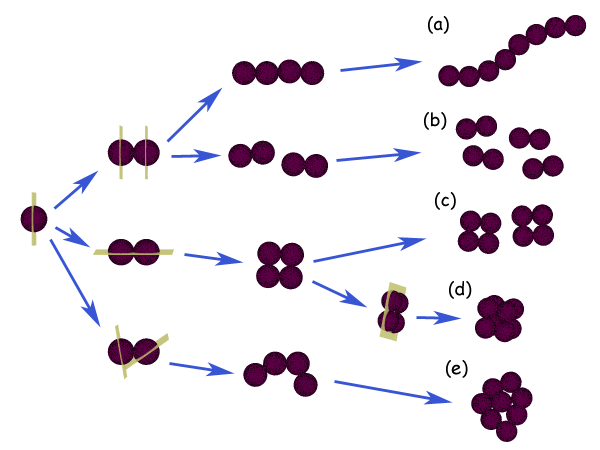
Tworzenie się skupisk ziarenkowców: a – paciorkowce, b – dwoinki, c – tetrady, d – pakietowce, e – gronkowce.

Ziarniaki, ziarenkowce (łac. coccus, l.mn. cocci; z gr. kokkos – jagoda) – komórki bakteryjne o kształcie kulistym.
Mogą występować jako pojedyncze komórki lub w charakterystycznych skupiskach, które często wykorzystuje się w ich identyfikacji. Formy takich skupisk są następujące:
- dwoinki (diplococcus) dwie połączone komórki, np. dwoinka rzeżączki (Neisseria gonorrhoeae);
- paciorkowce (streptococcus) tworzą łańcuszek komórek powstały wskutek podziałów kolejnych komórek w tej samej płaszczyźnie, np. Streptococcus pyogenes, Lactococcus, dwoinka zapalenia płuc (Streptococcus pneumoniae), Enterococcus;
- gronkowce (staphylococcus), tworzą skupiska o kształcie grona w wyniku nieregularnego podziału komórek w wielu różnych płaszczyznach, np. gronkowiec złocisty (Staphylococcus aureus);
- pakietowce (sarcina) skupiska ośmiu komórek w kształcie sześcianów, powstających w wyniku podziałów w trzech płaszczyznach, np. Sarcina ventriculi;
- tetrady to grupy czterech komórek powstałych przez regularny podział w dwóch płaszczyznach, np. Micrococcus[1].

Ziarniaki mogą należeć zarówno do bakterii gramujemnych (np. rodzina Neisseriaceae), jak i gramdodatnich (np. rodziny Staphylococcaceae, Streptococcaceae, Micrococcaceae). W niektórych stadiach życiowych, np. pod postacią spor, bakterie mogą przybierać inny kształt niż formy wegetatywne.